# Gosplodopitómnik
Gosplodopitómnik (en rus: Госплодопитомник) és un poble (un possiólok) del krai de Stàvropol, a Rússia, que en el cens del 2010 tenia 3 habitants. Pertany al districte rural de Blagodarni.